# Ligneron
Le Ligneron est une rivière de la Vendée.
C'est un affluent de la Vie de 29,5 km de long.
Sa source jaillit à Maché et son cours, après avoir traversé six autres communes, s'achève sur le territoire du Fenouiller [2).